# Benjamin Petrover
Benjamin Petrover, né le 16 juin 1980, est un journaliste français, animateur de radio et de télévision.
Il anime entre 2009 et 2014 Europe 1 matin puis Europe 1 week-end, sur la radio Europe 1,. Il est également le joker de Bruce Toussaint à la matinale semaine.
Le 10 octobre 2014 il commence à présenter régulièrement l'émission  La Newsroom sur I-Télé.
Depuis 2015, il est rédacteur en chef et présentateur sur la chaine d'information internationale i24news
Depuis janvier 2021, il présente l'émission Les Grandes Gueules Moyen-Orient sur i24news

## Carrière
Diplômé du CELSA, de l'IFP et d'un DESS de Droit et Administration de la Communication Audiovisuelle, il fait à 15 ans ses premières armes en radio associative avant de multiplier, parallèlement à ses études, des stages et des contrats dans différents médias : reporter au service économique sur RTL et France Inter, intervieweur musical sur France Bleu, présentateur de journaux sur BFM ou Radio Classique. Parallèlement, il réalise des reportages pour M6 et France 2 .
De 2005 à 2008, il rejoint la chaîne d'information en continu i>Télé. Il y présente les journaux, mais aussi des émissions spéciales et des débats. Il réalise également plusieurs rétrospectives de fin d'année.
En 2008, il intègre Europe 1, d'abord comme remplaçant à la présentation des journaux du week-end et de l'émission Une semaine en Europe 1 diffusée le dimanche de 19 h 30 à 20 h.
À l'été 2009, il se voit confier la présentation de la pré-matinale Europe 1 infos de 5h à 7h. Il en devient le présentateur titulaire en février 2010. La tranche débute alors dès 4 h 30 contre 5 h auparavant, rebaptisée Europe 1 Matin, afin d'assurer la continuité avec la matinale présentée par Marc-Olivier Fogiel.
À la saison 2010-2011, il est toujours aux commandes de la pré-matinale. 
À l'été 2011, il est choisi pour présenter la matinale semaine Europe 1 Matin de 6 h 30 à 9 h 30.
À la rentrée 2011, il assure les remplacements de Bruce Toussaint à la matinale et prend les commandes de Europe 1 Week-end, une tranche d'information alternant journaux, chroniques et interviews le samedi et le dimanche de 6 h à 9 h. Il accueille dans cette tranche plusieurs chroniqueurs tels que Guy Carlier, Cendrine Dominguez, Laurent Cabrol et Jean-Luc Petitrenaud, mène l'interview politique de 8 h 20, l'interview culturelle dans le rendez-vous Ça va se passer ce week-end. Il anime enfin un débat hebdomadaire confrontant les éditorialistes Olivier Duhamel, Anne Fulda, Renaud Dély et Alexis Brézet.
À l'été 2012, il présente la matinale semaine Europe 1 Matin, du lundi au vendredi, assure l'interview politique de 8h20 durant le congé de Jean-Pierre Elkabbach et présente la revue de presse du matin.
À la rentrée 2012, il retrouve la présentation de la matinale du week-end enrichie de nouveaux programmes tel un débat confrontant Rama Yade, Olivier Duhamel, Laurent Neumann et Guillaume Roquette. Il coprésente également avec Nikos Aliagas Les Incontournables, une interview culturelle le samedi et le dimanche à 8 h 40.
Pendant l'été 2013, il présente Europe 1 Midi un débat d'une heure entouré d'invités et la participation des auditeurs qui interviennent en direct, suivi d'un journal de trente minutes.
En septembre 2013, il est reconduit pour une troisième saison à la présentation de Europe 1 week-end. Il y présente de nouveau l'interview politique de 8 h 20 le samedi et le dimanche. Il y mène également un débat économique opposant Agnès Verdier-Molinié à Eric Le Boucher le dimanche matin à 8 h 30.
Le 13 juillet 2014, il annonce en direct qu'il quitte Europe 1 après six saisons d'émissions pour se consacrer à l'écriture de son premier livre. 
Le 10 octobre 2014, il fait son retour sur I-Télé à la présentation régulière de La Newsroom en semaine.
En décembre 2015, il rejoint la chaine d'information internationale i24news. Il y crée d'abord avec Paul Amar le magazine quotidien "Paris/Jaffa" dont il est le rédacteur en chef. Il devient ensuite rédacteur en chef de "Conversations avec Anna Cabana" et "Elie Chouraqui sans interdit".
Entre septembre 2018 et décembre 2020, il présente l'émission politique "Conversations avec Benjamin Petrover" ainsi que "Conversations avec vous", une émission hebdomadaire dans laquelle les citoyens, ville après ville, débattent de l'actualité proche-orientale. 
Depuis janvier 2021, il présente Les Grandes Gueules Moyen-Orient, un débat quotidien sur les questions de géopolitique et de diplomatie, adapté de l'émission Les Grandes Gueules de RMC.  

## Anecdote
Son nom est cité dans le roman Les Nouvelles aventures de San-Antonio, écrit par Patrice Dard, fils de Frédéric Dard. L'un des personnages est invité à répondre à une interview à son micro.